# Assistant Secretary of State for Legislative Affairs
Der Assistant Secretary of State for Legislative Affairs ist ein Amt im Außenministerium der Vereinigten Staaten.

## Geschichte des Amtes

Organigramm: Die administrative Gliederung des Außenministeriums (englisch)

Nachdem der US-Kongress die Anzahl der Assistant Secretaries of State am 8. Dezember 1944 von vier auf sechs erhöht hatte, schuf das Außenministerium im Rahmen der darauf folgenden grundlegenden Reorganisation die Position des Assistant Secretary of State for Congressional Relations and International Conferences als Leiter des Referats für Beziehungen zum Kongress und Internationale Konferenzen (Bureau for Congressional Relations and International Conferences). Diese Reorganisation war die erste von mehreren nachfolgenden Ernennungen von Assistant Secretaries of State für spezielle Aufgaben. Im Laufe der Zeit hatte die Position mehrere unterschiedliche Bezeichnungen erhalten.
Der heutige Amtsinhaber ist als Assistant Secretary of State for Legislative Affairs Leiter der Unterabteilung für Legislativangelegenheiten (Bureau of Legislative Affairs). Er untersteht unmittelbar dem US-Außenminister. Das Referat für Legislativangelegenheiten koordiniert die legislativen Aktivitäten des Außenministeriums und berät den Außenminister, den Vizeaußenminister sowie die Unterstaatssekretäre und anderen Assistierenden Staatssekretäre bei deren legislativen Strategien. Dabei erleichtert das Referat die effektive Kommunikation zwischen dem Außenministerium und den Mitgliedern des US-Repräsentantenhauses und deren Mitarbeiterstäben. Zu diesem Zweck arbeitet das Referat eng mit den Ausschüssen von Repräsentantenhaus und Senat zusammen, aber auch mit einzelnen Mitgliedern des Kongresses, die ein Interesse am Außenministerium oder außenpolitischen Angelegenheiten haben. Das Referat leitet die Aussagen des Ministeriums bei Anhörungen vor Repräsentantenhaus und Senat, organisiert die Briefings von Kongressmitgliedern und deren Stäben und ermöglicht deren Besuche von Auslandsvertretungen. Weiterhin prüft das Referat vorgeschlagene Gesetzesverfahren und koordiniert Stellungnahmen der Regierung, die sich mit der Führung der Außenpolitik befassen. Des Weiteren berät das Referat verschiedene andere Referate des Außenministeriums in gesetzgeberischen und anderen Strategien und koordiniert derartige Strategien innerhalb der Prioritäten des Ministeriums.
Der Außenminister ist die leitende Persönlichkeit des Ministeriums für die Beziehungen zum Kongress. Das Referat unterstützt den Außenminister bei der Sicherstellung, dass sich die außenpolitischen Prioritäten der Regierung innerhalb der legislativen Prozesse widerspiegeln. Ferner koordiniert das Referat die jährliche Berichte, die vom Außenminister gegenüber Kongressausschüssen zu staatlichen Programmen zur Erklärung der außenpolitischen Prioritäten und Haushaltsanforderungen gegeben werden. Das Referat folgt in seinen Aufgaben den maßgeblichen außenpolitischen Gesetzen und Bestimmungen, entwirft Ratschläge und Zustimmungen zu Verträgen ebenso wie zu präsidialen Nominierungen für Ministerial- und diplomatische Posten bei Anhörungen vor dem Senat.
Der Assistant Secretary of State for Legislative Affairs berät den Außenminister bei legislativen Fragen und tritt als Leiter des Referats für Legislativangelegenheiten als leitender Verbindungsbeamter des Außenministeriums zum Kongress auf.
Der Assistant Secretary of State for Legislative Affairs wird bei seiner Arbeit durch einen Principal Deputy Assistant Secretary als ersten stellvertretenden Unterabteilungsleiter unterstützt. Die Unterabteilung besteht aus den Referaten Senatsangelegenheiten (Office of Senate Affairs), Angelegenheiten des Repräsentantenhauses (Office of House Affairs) sowie regionale, globale und funktionale Angelegenheiten (Office of Regional, Global, and Functional Affairs), die jeweils von einem Deputy Assistant Secretary geleitet werden, sowie dem Referat Allgemeine Verwaltung (Executive Office).

## Liste derAssistant Secretaries of State for Legislative Affairs

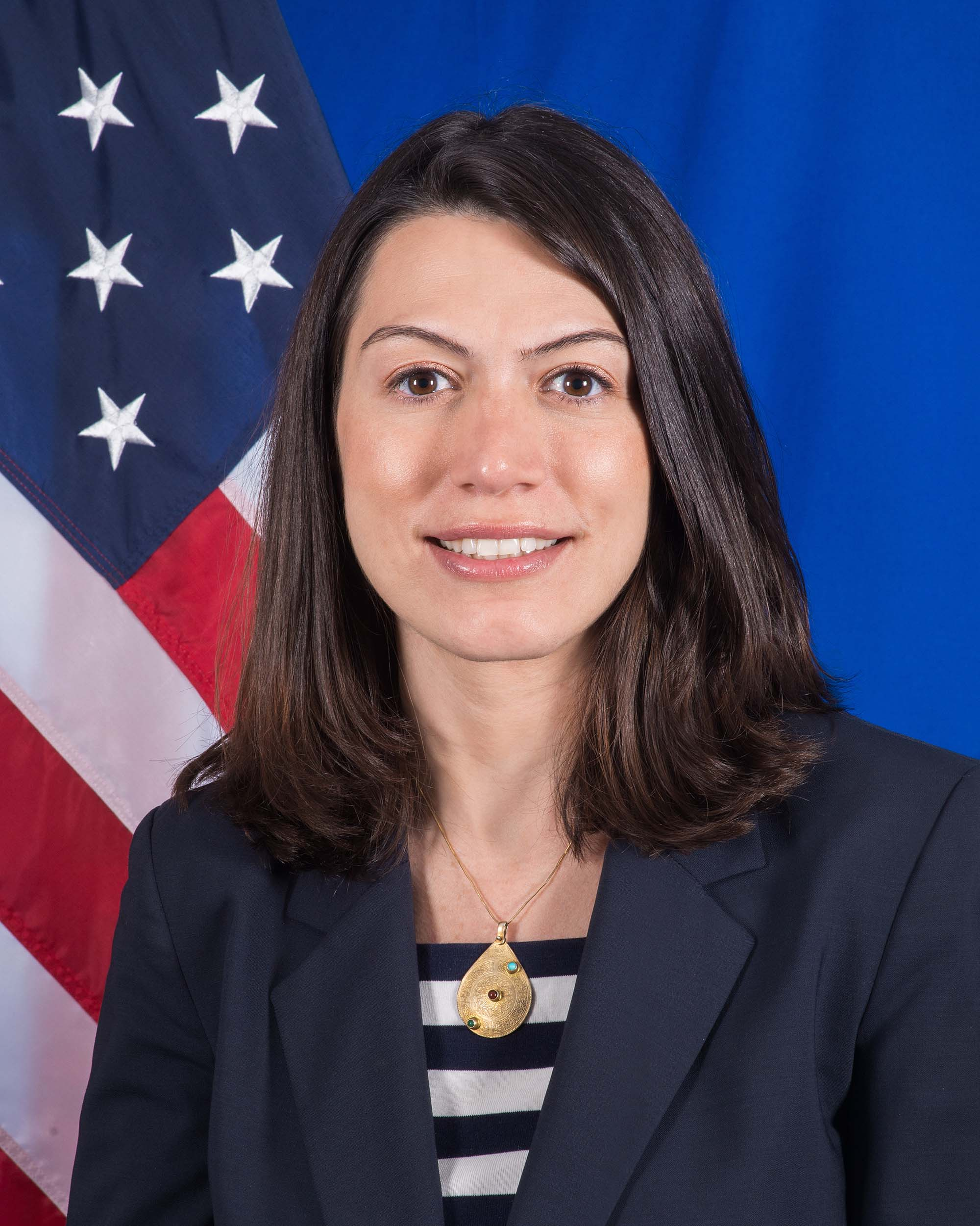
Naz Durakoğlu, die derzeitige Assistant Secretary of State for Legislative Affairs

| Name                              | Beginn der Amtszeit | Ende der Amtszeit  | Zuständiger Präsident der Vereinigten Staaten |
| --------------------------------- | ------------------- | ------------------ | --------------------------------------------- |
| Dean Acheson                      | 20. Dezember 1944   | 15. August 1945    | Franklin D. Roosevelt                         |
| Ernest A. Gross                   | 4. August 1949      | 13. Oktober 1949   | Harry S. Truman                               |
| Jack K. McFall                    | 15. Oktober 1949    | 9. September 1952  | Harry S. Truman                               |
| Thruston Ballard Morton           | 30. Januar 1953     | 29. Februar 1956   | Dwight D. Eisenhower                          |
| Robert C. Hill                    | 9. März 1956        | 26. Juni 1957      | Dwight D. Eisenhower                          |
| William B. Macomber, Jr.          | 21. Oktober 1957    | 27. Februar 1961   | Dwight D. Eisenhower                          |
| Brooks Hays                       | 28. Februar 1961    | 3. Dezember 1961   | John F. Kennedy                               |
| Fred Dutton                       | 4. Dezember 1961    | 27. Juli 1964      | John F. Kennedy und Lyndon B. Johnson         |
| Douglas MacArthur II              | 14. März 1965       | 6. März 1967       | Lyndon B. Johnson                             |
| William B. Macomber, Jr. (2. Mal) | 7. März 1967        | 2. Oktober 1969    | Lyndon B. Johnson                             |
| David Manker Abshire              | 20. April 1970      | 8. Januar 1973     | Richard Nixon                                 |
| Marshall Wright                   | 29. Mai 1973        | 2. Februar 1974    | Richard Nixon                                 |
| A. Linwood Holton                 | 28. Februar 28      | 31. Januar 1975    | Richard Nixon und Gerald Ford                 |
| Robert J. McCloskey               | 21. Februar 1975    | 10. September 1976 | Gerald Ford                                   |
| Douglas J. Bennet                 | 18. März 1977       | 2. August 1979     | Jimmy Carter                                  |
| J. Brian Atwood                   | 3. August 1979      | 14. Januar 1981    | Jimmy Carter                                  |
| Richard M. Fairbanks              | 6. März 1981        | 26. Januar 1982    | Ronald Reagan                                 |
| Powell A. Moore                   | 8. Februar 1982     | 5. August 1983     | Ronald Reagan                                 |
| W. Tapley Bennett, Jr.            | 17. November 1983   | 4. Januar 1985     | Ronald Reagan                                 |
| William L. Ball                   | 2. April 1985       | 28. Februar 1986   | Ronald Reagan                                 |
| J. Edward Fox                     | 18. Juni 1986       | 21. Februar 1989   | Ronald Reagan                                 |
| Janet G. Mullins                  | 2. März 1989        | 23. August 1992    | George Bush                                   |
| Wendy Sherman                     | 12. Mai 1993        | 29. März 1996      | Bill Clinton                                  |
| Barbara Mills Larkin              | 19. Juli 1996       | 19. Januar 2001    | Bill Clinton                                  |
| Paul Vincent Kelly                | 1. Juni 2001        | 24. Januar 2005    | George W. Bush                                |
| Jeffrey Bergner                   | 9. November 2005    | 27. Juni 2008      | George W. Bush                                |
| Matthew A. Reynolds               | 6. Oktober 2008     | 20. Januar 2009    | George W. Bush                                |
| Richard Verma                     | 3. April 2009       | 6. April 2011      | Barack Obama                                  |
| David S. Adams                    | 4. August 2011      | 18. Juni 2013      | Barack Obama                                  |
| Julia Frifield                    | 18. Oktober 2013    | 20. Januar 2017    | Barack Obama                                  |
| Mary Kirtley Waters               | 20. Dezember 2017   | 31. August 2018    | Donald Trump                                  |
| Mary Elizabeth Taylor             | 1. Oktober 2018     | 18. Juni 2020      | Donald Trump                                  |
| Naz Durakoğlu                     | 22. Juli 2022       |                    | Joe Biden                                     |